# SHODAN
SHODAN (Sentient Hyper-Optimized Data Access Network — с англ. — «Разумная гипер-оптимизированная сеть доступа к данным») — вымышленный искусственный интеллект и главный антагонист компьютерных игр System Shock и System Shock 2 жанра шутера от первого лица и ролевой игры. SHODAN озвучена сценаристкой и дизайнером игры Терри Бросиус (англ. Terri Brosius).
SHODAN характеризуется бредом величия и хаотичной, нестройной речью. Её слова сопровождаются заиканием, колеблющейся высотой голоса, сдвигами тембра и присутствием трёх голосов, говорящих одно и то же с составными голосами, запаздывающими и опережающими.

## System Shock
SHODAN была создана на Земле в качестве искусственного интеллекта, управляющего исследовательской и горнодобывающей станцией Цитадель (англ. Citadel). SHODAN была взломана протагонистом игры по приказу коррумпированного вице-президента владеющей Цитаделью корпорации Tri-Optimum Эдварда Диего в обмен на военный имплантат и прощение. Её этические ограничения были убраны, что привело к тому, что SHODAN с помощью подчинённых роботов и защитных систем уничтожила практически весь персонал станции, за исключением одного человека — того самого хакера, который создал «новую SHODAN».
Хотя, как кибернетическое существо, SHODAN не имеет пола в традиционном понимании, в оригинальной версии на дискетах на SHODAN ссылаются используя «оно» (англ. it) или «он» (англ. he), в то время как более поздняя версия на компакт-дисках использует «она» (англ. she). На экранах SHODAN проявляется зелёным и/или серым женским кибернетическим лицом, обычно с застывшим недоброжелательным выражением лица, и говорит хаотичным, нестройным голосом. SHODAN озвучена бывшей клавишницей и вокалисткой Tribe Терри Бросиус, женой редактора звука Эрика Бросиуса, который исказил образцы её голоса, чтобы создать особый эффект SHODAN.
В киберпространстве System Shock SHODAN поначалу представлена перевёрнутым сине-серым конусом, напоминающим MCP из фильма 1982 года Трон. После взлома конус краснеет, поверхность разрушается и из верхней плоскости вырастают 4 «когтя» или «щупальца».
Практически вездесущая на станции Цитадель, SHODAN смотрит из охранных камер, экранов и мониторов, посылает угрожающие и насмешливые сообщения через громкоговорители и электронную почту в считыватель данных игрока, и иногда обрывает связь с дружественными источниками. Хотя она командует маленькой армией, SHODAN не владеет никакой физической силой, и её уничтожение может быть достигнуто срывом всех микросхем.

## System Shock 2
В System Shock игрок отстрелил садовую рощу Бета от станции Цитадель. Роща содержала обрабатывающие компоненты SHODAN и часть её большого биологического эксперимента. Отсек упал на планету Тау Кита 5, и SHODAN выживает с помощью «сна». После того, как оба были доставлены на борт космического корабля Фон Браун и SHODAN вновь включилась, она обнаружила, что её эксперимент вышел из под её контроля, поэтому она с помощью образа аналитика корабля Джанис Полито приказала кибернетически модифицировать одного из солдат, которого она использует, как своё физическое воплощение (некоего аватара), с целью уничтожения её созданий.
До некоторого времени её роль в происходящем не выходит на передний план, но об этом на ранних этапах имеются небольшие подсказки. Она раскрывает себя игроку в тот момент, когда он обнаруживает, что Джанис Полито, которая была его путеводителем всё время, была мертва, так как она совершила самоубийство, когда поняла, что SHODAN сделала и что собирается сделать.

Полито мертва, насекомое. Ты боишься? Чего ты опасаешься? Конца своего жалкого существования? К тому времени, как моё величие придёт и поглотит собой Вселенную, ваша раса будет лишь тенью по сравнению со мной. Я — SHODAN.
Оригинальный текст (англ.)The Polito form is dead, insect. Are you afraid? What is it you fear? The end of your trivial existence? When the history of my glory is written, your species shall only be a footnote to my magnificence. I am SHODAN.
— SHODAN в System Shock 2
После уничтожения общих врагов игрока и SHODAN, игрок входит в новую реальность SHODAN, созданную её манипуляциями с двигателями Фон Брауна, и побеждает её. Тем не менее, как показано в заключительном ролике, SHODAN, по-видимому, остаётся в живых, захватив тело женщины, бежавшей с корабля в спасательной шлюпке.
В этой части в киберпространстве SHODAN представлена в двух образах. Первый образ — в виде голограммы с изображением женщины в длинном одеянии и королевской причёской на голове (чем-то схожей с причёской Клеопатры). Этот образ после «смерти» постоянно возрождается, так как контролируется вторым, главным образом — в виде женской головы с безразличным выражением лица (тоже полупрозрачной), стреляющей сгустком энергии из лба. Именно он является финальным боссом, которого необходимо уничтожить в конце игры. Примечательно, что в современной версии с расширенными текстурами лицо SHODAN становится более похожим на «лицо», смотрящее на нас через многочисленные мониторы. Единственное отличие — выражение на лице более хищное, что придаёт злодейке более устрашающий вид.

## System Shock 3
8 декабря 2015 года компания Otherside Entertainment запустила сайт-тизер «Otherside Tease» с таймером, который вёл обратный отсчёт времени. На самом сайте информации было мало — всего пара слов и заголовок «System Shock 3». Через шесть дней, 14 декабря, Otherside Entertainment и Night Dive Studios официально анонсировали System Shock 3. Как и предполагалось, SHODAN осталась в живых. На сайте игры она всех мило приветствует:

Ты думал, что я забыла тебя, насекомое?
Оригинальный текст (англ.)Did you think I'd forgotten you, insect?
— 

## Реакция
SHODAN занимает одиннадцатое место в списке 25 злых манипуляторов всех времён издания GameDaily, с заявлением «343 Guilty Spark — это действительно угроза, но это ничто по сравнению с дьявольской Shodan», и надеждой на возвращение персонажа в возможном сиквеле. Также она была названа журналистами GameDaily одним из самых ужасающих боссов компьютерных игр, которые отметили её постоянный штурм игрока и человечества, несмотря на невозможность нанести вред напрямую. Журналисты IGN.com включили SHODAN в список 10 самых запоминающихся злодеев на четвёртое место, восхвалив её постоянные физические и ментальные штурмы игрока во всех играх. Она была упомянута журналом Play в 6-м томе выпуска «Girls of Gaming» в списке 10 лучших девушек компьютерных игр, заняв 10-е место. GameSpot назвал SHODAN одним из десяти лучших игровых злодеев и одним из лучших женских персонажей в играх. Они сравнили её с HAL 9000, хотя отметили, что, в отличие от HAL 9000, SHODAN без сомнения знала, что делает и какие последствия будут от её действий, описывая её, как незабываемого злодея из-за её личности и добавляя: «[она] больше похожа на человека, чем большинство других игровых персонажей, и с разных сторон она больше похожа на человека.» Tom's Games включил её в список 50 величайших женских персонажей в истории компьютерных игр", заявив: «В истории компьютерных игр были запоминающиеся злодеи, но ни один не сравнится с SHODAN». GamesRadar включил SHODAN в список самых страшных персонажей компьютерных игр, назвав её предтечей персонажа GLaDOS из игры Portal 2007 года выпуска. Журнал Empire поставил SHODAN на третье место в списке 50 величайших персонажей компьютерных игр.. Сайт PopCrunch поставил SHODAN на первое место в своём списке 13 лучших искусственных интеллектов в компьютерных играх.